# Noruega al Festival de la Cançó d'Eurovisió
Noruega va debutar al Festival de la Cançó d'Eurovisió en 1960 i, des d'aleshores, només hi ha faltat dues vegades: en 1970, quan van boicotejar el festival a causa de la reestructuració de la votació, i en 2002, quan no es van classificar per a la final.
Noruega ha guanyat el festival tres vegades, en 1985 amb la interpretació de Bobbysocks i la cançó "La Det Swinge", en 1995 amb Secret Garden i la cançó, inspirada per la cultura cèltica i més aviat musical, «Nocturne» (la cançó va generar que es canviessin les lletres a causa de la falta de les mateixes en ella), i en 2009 amb Alexander Rybak i la seva cançó «Fairytale», qui va aconseguir la major puntuació fins al moment en la història del Festival de la Cançó d'Eurovisió amb 387 punts.
Malgrat aquests èxits, el país també té la distinció de tenir la major quantitat de zero punts en la història, en total quatre vegades. També han acabat en última posició onze vegades, la qual cosa és un rècord.
Fins a la seva primera victòria el 1985, Noruega va lluitar per guanyar reconeixement, acabant en últim lloc sis vegades. Des de llavors, el país ha tingut resultats barrejats; baixos llocs a principis dels noranta seguits per una sèrie de cançons entre els millors deu, acabant en la victòria de 1995.
Des de la introducció de la ronda semifinal en 2004, un dels millors resultats del país ha estat en 2005, per la banda de glam metal Wig Wam i la seva cançó «In My Dreams». La interpretació que incloïa una coreografia i disfresses exuberants, es va tornar una de les favorites del públic i va guanyar un lloc entre les primeres deu, de manera que es va classificar automàticament per a la final del següent any. El festival de 2008 ha estat dels més reeixits per als noruecs, ja que van aconseguir 182 punts en la final, mai abans el país n'havia obtingut tants, ni tan sols en les edicions que van guanyar. Amb un quart lloc en la semifinal i un cinquè en la final, en les edicions anteriors cap país que ocupava la cinquena posició havia estat tan prop dels 190 punts, vots que en anys anteriors serien els quals un país guanyador hagués aconseguit. Ni tan sols s'havien arribat als 180, ja que les màximes puntuacions que havia aconseguit un país en la cinquena posició van ser: Suècia (2004 i 2006; 170 punts) i Xipre (2004, igual que Suècia, amb 170 punts). Això va suposar per tant un nou rècord. Al 2009, amb Alexander Rybak i la seva cançó «Fairytale», es va aconseguir una puntuació rècord al Festival, ja que va quedar 1r en la final i semifinal. Tant en 2010 (lloc 20 com a amfitrions), en 2011 (no van classificar-se a la final amb el lloc 17, encara que eren uns dels favorits segons les apostes) com en 2012 (últim en la final després de classificar-se a aquesta pels pèls) van ser mals anys per al país. Pel que sembla, en 2013 i 2014 els seus resultats van millorar amb el 4t i el 8è lloc, respectivament, en la final a causa que eren grans favorits abans de les gales televisades. Repetiria el vuitè lloc en 2015 amb 102 punts el tema «A Monster Like Me». En 2016, malgrat les expectatives, no va aconseguir la passada a la final amb «Icebreaker». La classificació per a la final va tornar al 2017 i el 2018 amb Jowst i Aleksander Walmann, i el retorn d'Alexander Rybak, que van obtenir la 10a i la 15a posició, respectivament, encara que aquest últim va guanyar la segona semifinal a Lisboa. Pel que fa a l'any 2019, el grup KEiiNO, que va interpretar «Spirit in the Sky», va quedar en 6a posició amb 331 punts (la major puntuació de Noruega fins al moment), encara que va guanyar el televot per sobre del guanyador (Països Baixos).
En un total de 24 vegades, Noruega ha quedat dins del TOP-10 en una gran final.

## Participacions
Llegenda
| Any                         | Seu         | Artista                                     | Cançó                              | Final                | Punts                | Semifinal                   | Punts                       |
| --------------------------- | ----------- | ------------------------------------------- | ---------------------------------- | -------------------- | -------------------- | --------------------------- | --------------------------- |
| 1960                        | Londres     | Nora Brockstedt                             | «Voi Voi»                          | 4                    | 11                   | No va haver-hi semifinals   | No va haver-hi semifinals   |
| 1961                        | Canes       | Nora Brockstedt                             | «Sommer I Palma»                   | 7                    | 10                   | No va haver-hi semifinals   | No va haver-hi semifinals   |
| 1962                        | Luxemburg   | Inger Jacobsen                              | «Kom Sol, Kom Regn»                | 10                   | 2                    | No va haver-hi semifinals   | No va haver-hi semifinals   |
| 1963                        | Londres     | Anita Thallaug                              | «Solvherv»                         | 13                   | 0                    | No va haver-hi semifinals   | No va haver-hi semifinals   |
| 1964                        | Copenhaguen | Arne Bendiksen                              | «Spiral»                           | 8                    | 6                    | No va haver-hi semifinals   | No va haver-hi semifinals   |
| 1965                        | Nàpols      | Kirsti Sparboe                              | «Karusell»                         | 13                   | 1                    | No va haver-hi semifinals   | No va haver-hi semifinals   |
| 1966                        | Luxemburg   | Åse Kleveland                               | «Intet Er Nytt Under Solen»        | 3                    | 15                   | No va haver-hi semifinals   | No va haver-hi semifinals   |
| 1967                        | Viena       | Kirsti Sparboe                              | «Dukkemann»                        | 14                   | 2                    | No va haver-hi semifinals   | No va haver-hi semifinals   |
| 1968                        | Londres     | Odd Børre                                   | «Stress»                           | 13                   | 2                    | No va haver-hi semifinals   | No va haver-hi semifinals   |
| 1969                        | Madrid      | Kirsti Sparboe                              | «Oj, Oj, Oj, Så Glad Jeg Skal Bli» | 16                   | 1                    | No va haver-hi semifinals   | No va haver-hi semifinals   |
| No hi va participar en 1970 |             |                                             |                                    |                      |                      |                             |                             |
| 1971                        | Dublín      | Hanne Krogh                                 | «Lykken Er»                        | 17                   | 65                   | No va haver-hi semifinals   | No va haver-hi semifinals   |
| 1972                        | Edimburg    | Grethe Kausland & Benny Borg                | «Småting»                          | 14                   | 73                   | No va haver-hi semifinals   | No va haver-hi semifinals   |
| 1973                        | Luxemburg   | Bendik Singers                              | «It's just a game»                 | 7                    | 89                   | No va haver-hi semifinals   | No va haver-hi semifinals   |
| 1974                        | Brighton    | Anne-Karine Strøm                           | «The first day of love»            | 15                   | 3                    | No va haver-hi semifinals   | No va haver-hi semifinals   |
| 1975                        | Estocolm    | Ellen Nikolaysen                            | «Touch my life (with summer)»      | 18                   | 11                   | No va haver-hi semifinals   | No va haver-hi semifinals   |
| 1976                        | La Haia     | Anne-Karine Strøm                           | «Mata Hari»                        | 18                   | 7                    | No va haver-hi semifinals   | No va haver-hi semifinals   |
| 1977                        | Londres     | Anita Skorgan                               | «Casanova»                         | 14                   | 18                   | No va haver-hi semifinals   | No va haver-hi semifinals   |
| 1978                        | París       | Jahn Teigen                                 | «Mil Etter Mil»                    | 20                   | 0                    | No va haver-hi semifinals   | No va haver-hi semifinals   |
| 1979                        | Jerusalem   | Anita Skorgan                               | «Oliver»                           | 11                   | 57                   | No va haver-hi semifinals   | No va haver-hi semifinals   |
| 1980                        | La Haia     | Sverre Kjelsberg & Mattis Hætta             | «Sámiid Ædnan»                     | 16                   | 15                   | No va haver-hi semifinals   | No va haver-hi semifinals   |
| 1981                        | Dublín      | Finn Kalvik                                 | «Aldri I Livet»                    | 20                   | 0                    | No va haver-hi semifinals   | No va haver-hi semifinals   |
| 1982                        | Harrogate   | Jahn Teigen & Anita Skorgan                 | «Adieu»                            | 12                   | 40                   | No va haver-hi semifinals   | No va haver-hi semifinals   |
| 1983                        | Múnic       | Jahn Teigen                                 | «Do Re Mi»                         | 10                   | 53                   | No va haver-hi semifinals   | No va haver-hi semifinals   |
| 1984                        | Luxemburg   | Dollie de Luxe                              | «Lenge Leve Livet»                 | 17                   | 29                   | No va haver-hi semifinals   | No va haver-hi semifinals   |
| 1985                        | Göteborg    | Bobbysocks                                  | «La det swinge»                    | 1                    | 123                  | No va haver-hi semifinals   | No va haver-hi semifinals   |
| 1986                        | Bergen      | Ketil Stokkan                               | «Romeo»                            | 12                   | 44                   | No va haver-hi semifinals   | No va haver-hi semifinals   |
| 1987                        | Brussel·les | Kate Gulbrandsen                            | «Mitt liv»                         | 9                    | 65                   | No va haver-hi semifinals   | No va haver-hi semifinals   |
| 1988                        | Dublín      | Karoline Krüger                             | «For vår jord»                     | 5                    | 88                   | No va haver-hi semifinals   | No va haver-hi semifinals   |
| 1989                        | Lausana     | Britt-Synnøve Johansen                      | «Venners nærhet»                   | 17                   | 30                   | No va haver-hi semifinals   | No va haver-hi semifinals   |
| 1990                        | Zagreb      | Ketil Stokkan                               | «Brandenburger tor»                | 21                   | 8                    | No va haver-hi semifinals   | No va haver-hi semifinals   |
| 1991                        | Roma        | Just 4 Fun                                  | «Mrs. Thompson»                    | 17                   | 14                   | No va haver-hi semifinals   | No va haver-hi semifinals   |
| 1992                        | Malmö       | Merethe Trøan                               | «Visjoner»                         | 18                   | 23                   | No va haver-hi semifinals   | No va haver-hi semifinals   |
| 1993                        | Millstreet  | Silje Vige                                  | «Alle mine tankar»                 | 5                    | 120                  | Kvalifikacija za Millstreet | Kvalifikacija za Millstreet |
| 1994                        | Dublín      | Elisabeth Andreassen & Jan Werner Danielsen | «Duett»                            | 6                    | 76                   | No va haver-hi semifinals   | No va haver-hi semifinals   |
| 1995                        | Dublín      | Secret Garden                               | «Nocturne»                         | 1                    | 148                  | No va haver-hi semifinals   | No va haver-hi semifinals   |
| 1996                        | Oslo        | Elisabeth Andreassen                        | «I evighet»                        | 2                    | 114                  | País amfitrió               | País amfitrió               |
| 1997                        | Dublín      | Tor Endresen                                | «San Francisco»                    | 24                   | 0                    | No va haver-hi semifinals   | No va haver-hi semifinals   |
| 1998                        | Birmingham  | Lars A. Fredriksen                          | «Alltid Sommer»                    | 8                    | 79                   | No va haver-hi semifinals   | No va haver-hi semifinals   |
| 1999                        | Jerusalem   | Stig van Eijk                               | «Living my life without you»       | 14                   | 35                   | No va haver-hi semifinals   | No va haver-hi semifinals   |
| 2000                        | Estocolm    | Charmed                                     | «My heart goes boom»               | 11                   | 57                   | No va haver-hi semifinals   | No va haver-hi semifinals   |
| 2001                        | Copenhaguen | Haldor Lægreid                              | «On my own»                        | 22                   | 3                    | No va haver-hi semifinals   | No va haver-hi semifinals   |
| No hi va participar en 2002 |             |                                             |                                    |                      |                      |                             |                             |
| 2003                        | Riga        | Jostein Hasselgård                          | «I'm not afraid to move on»        | 4                    | 123                  | No va haver-hi semifinals   | No va haver-hi semifinals   |
| 2004                        | Istanbul    | Knut Anders Sørum                           | «High»                             | 24                   | 3                    | Top 11 de l'any anterior    | Top 11 de l'any anterior    |
| 2005                        | Kíev        | Wig Wam                                     | «In my dreams»                     | 9                    | 125                  | 6                           | 164                         |
| 2006                        | Atenes      | Christine Guldbrandsen                      | «Alvedansen»                       | 14                   | 36                   | Top 11 de l'any anterior    | Top 11 de l'any anterior    |
| 2007                        | Hèlsinki    | Guri Schanke                                | «Ven a bailar conmigo»             | No es va classificar | No es va classificar | 18                          | 48                          |
| 2008                        | Belgrad     | Maria Haukaas Storeng                       | «Hold On, Be Strong»               | 5                    | 182                  | 4                           | 106                         |
| 2009                        | Moscou      | Alexander Rybak                             | «Fairytale»                        | 1                    | 387                  | 1                           | 207                         |
| 2010                        | Oslo        | Didrik Solli-Tangen                         | «My heart is yours»                | 20                   | 35                   | País amfitrió               | País amfitrió               |
| 2011                        | Düsseldorf  | Stella Mwangi                               | «Haba Haba»                        | No es va classificar | No es va classificar | 17                          | 30                          |
| 2012                        | Bakú        | Tooji                                       | «Stay»                             | 26                   | 7                    | 10                          | 45                          |
| 2013                        | Malmö       | Margaret Berger                             | «I feed you my love»               | 4                    | 191                  | 3                           | 120                         |
| 2014                        | Copenhaguen | Carl Espen                                  | «Silent storm»                     | 8                    | 88                   | 6                           | 77                          |
| 2015                        | Viena       | Mørland & Debrah Scarlett                   | «A Monster Like Me»                | 8                    | 102                  | 4                           | 123                         |
| 2016                        | Estocolm    | Agnete Johnsen                              | «Icebreaker»                       | No es va classificar | No es va classificar | 13                          | 63                          |
| 2017                        | Kíev        | Jowst & Aleksander Walmann                  | «Grab the Moment»                  | 10                   | 158                  | 5                           | 189                         |
| 2018                        | Lisboa      | Alexander Rybak                             | «That's How You Write a Song»      | 15                   | 144                  | 1                           | 266                         |
| 2019                        | Tel-Aviv    | KEiiNO                                      | «Spirit in the Sky»                | 6                    | 331                  | 7                           | 210                         |
| 2020                        | Rotterdam   | Ulrikke Brandstorp                          | «Attention»                        | Festival cancel·lat  | Festival cancel·lat  | Festival cancel·lat         | Festival cancel·lat         |
| 2021                        | Rotterdam   | Tix                                         | «Fallen Angel»                     | 18                   | 75                   | 10                          | 115                         |
| 2022                        | Torí        | Subwoolfer                                  | «Give That Wolf a Banana»          | 10                   | 182                  | 6                           | 177                         |
| 2023                        | Liverpool   | Alessandra Mele                             | «Queen of Kings»                   | 5                    | 268                  | 6                           | 102                         |
| 2024                        | Malmö       | Gåte                                        | «Ulveham»                          | 25                   | 16                   | 10                          | 43                          |
| 2025                        | Basilea     | Kyle Alessandro                             | «Lighter»                          | 18                   | 89                   | 8                           | 82                          |
| 2026                        | Àustria     |                                             |                                    |                      |                      |                             |                             |

## Festivals organitzats a Noruega
| Edició                                | Ciutat seu | Localització  | Presentandors                                |
| ------------------------------------- | ---------- | ------------- | -------------------------------------------- |
| Festival de la Cançó d'Eurovisió 1986 | Bergen     | Grieghallen   | Åes Kleveland                                |
| Festival de la Cançó d'Eurovisió 1996 | Oslo       | Spektrum      | Ingvild Bryn i Morten Harket                 |
| Festival de la Cançó d'Eurovisió 2010 | Bærum      | Telenor Arena | Nadia Hasnaoui, Haddy N'jie i Erik Solbakken |

## Galeria d'imatges

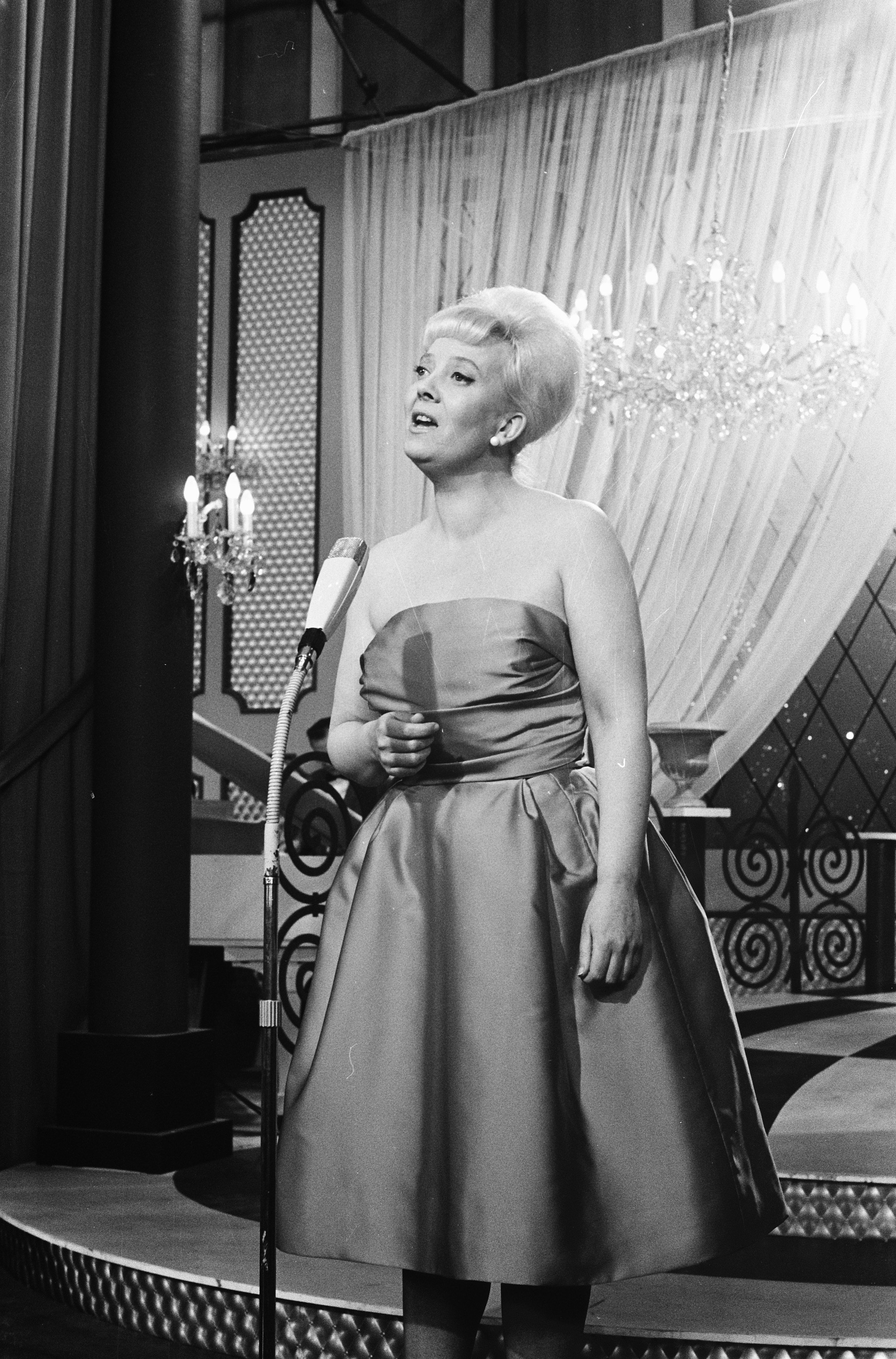
Inger Jacobsen a Luxemburg (1962)
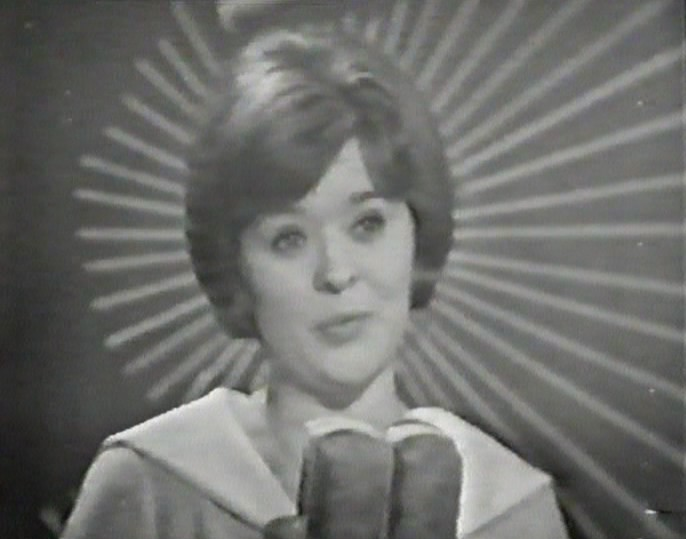
Kirsti Sparboe a Nàpols (1965)
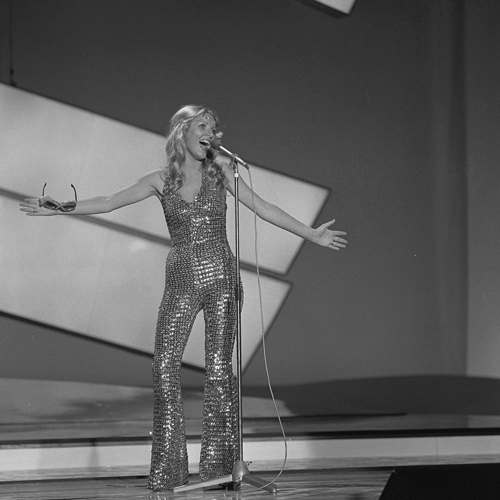
Anne-Karine Strøm a La Haia (1976)
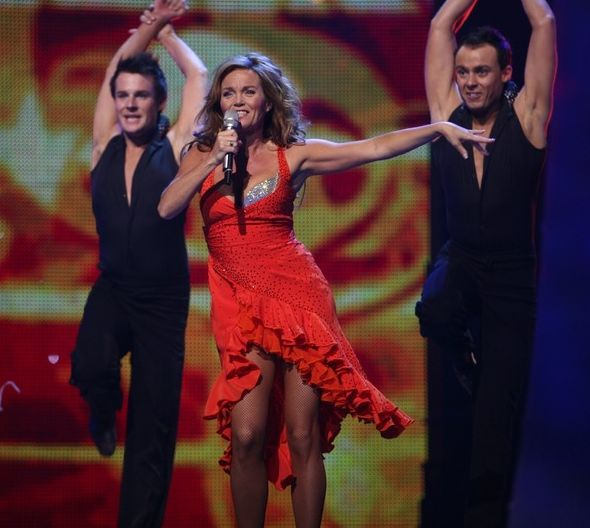
Guri Schanke a Hèlsinki (2007)
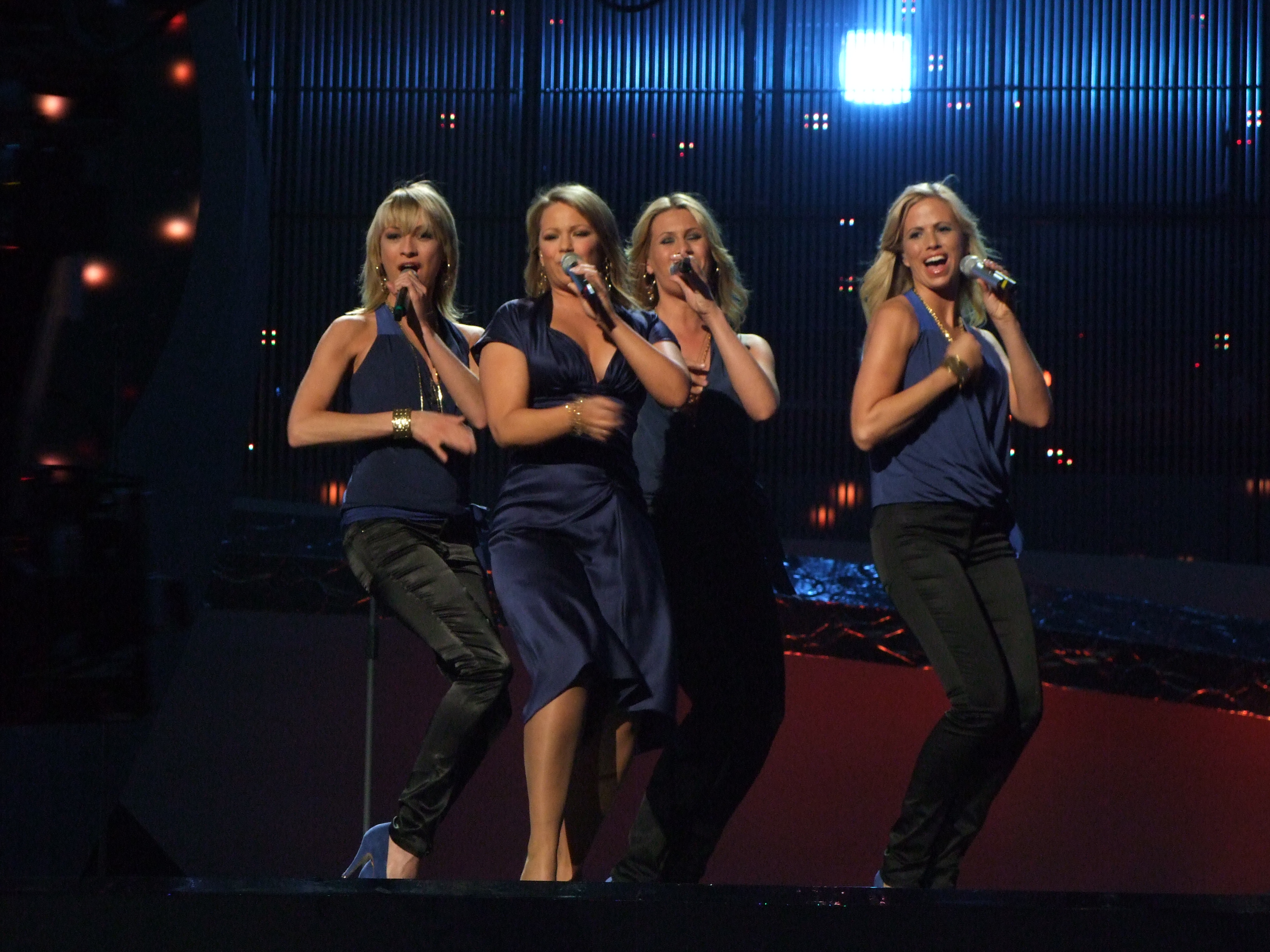
Maria Haukaas Storeng a Belgrad (2008)
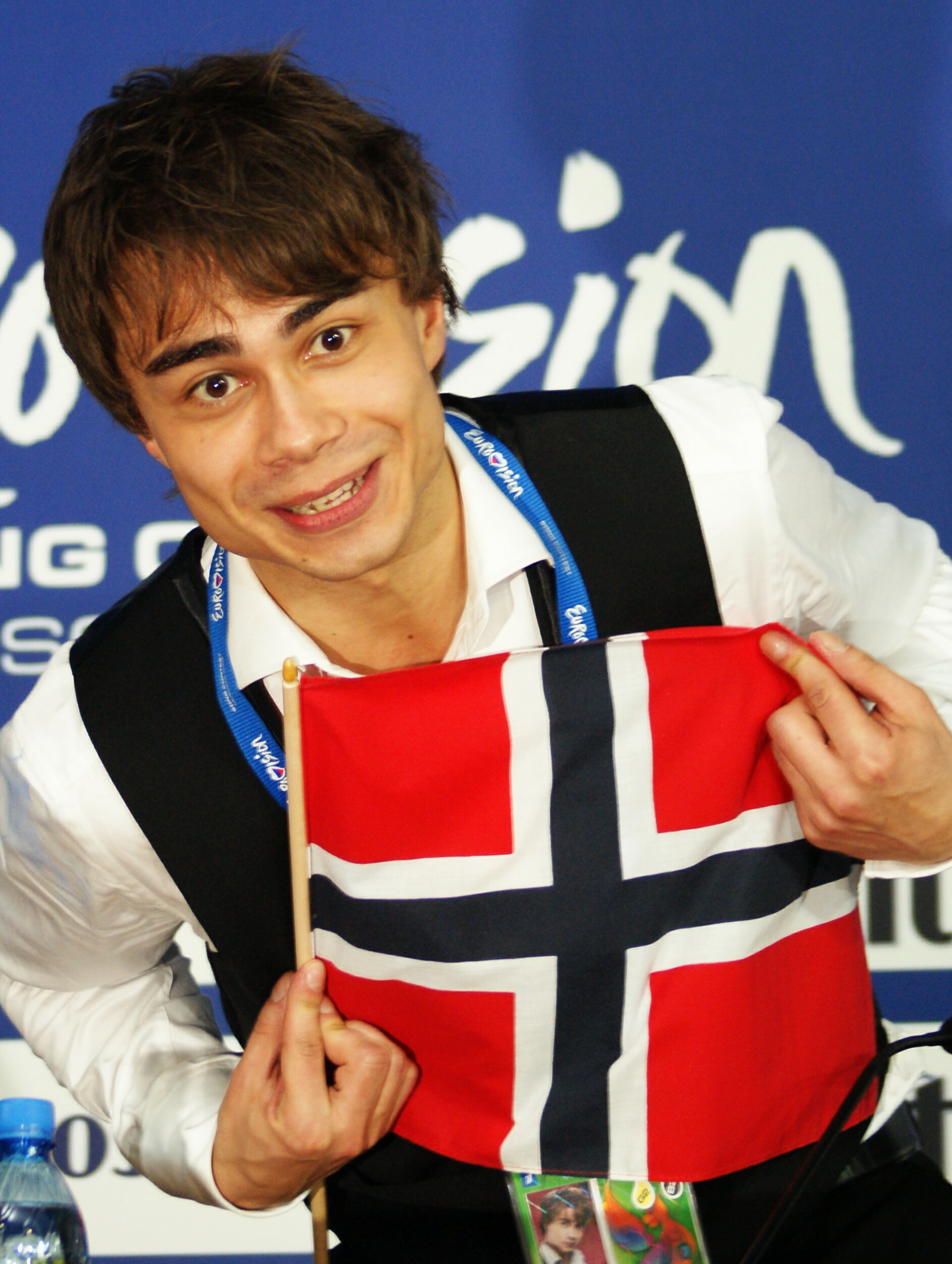
Alexander Rybak, guanyador de l'any 2009 amb 387 punts, rècord de punts fins 2016
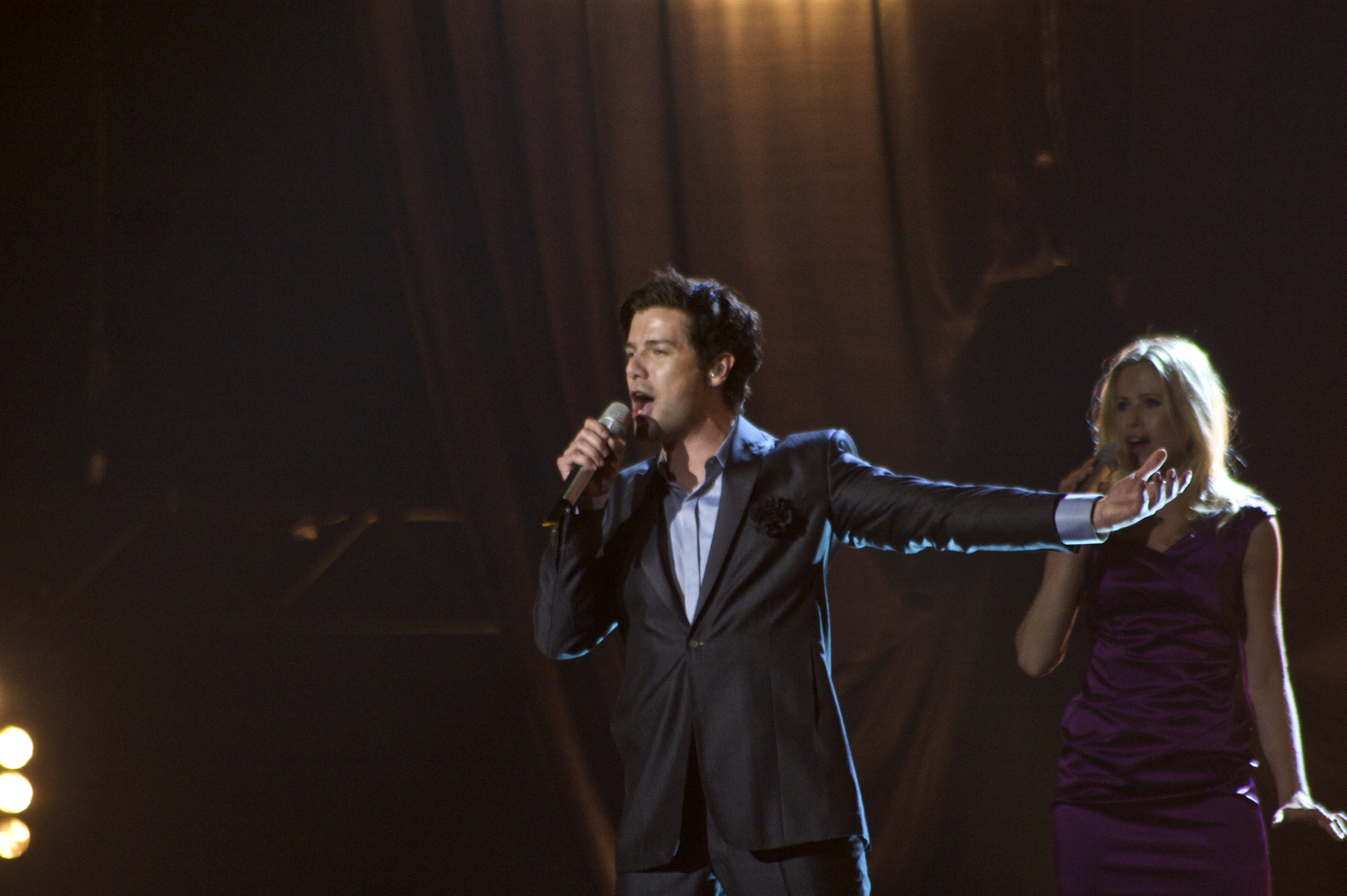
Didrik Solli-Tangen a Oslo (2010)
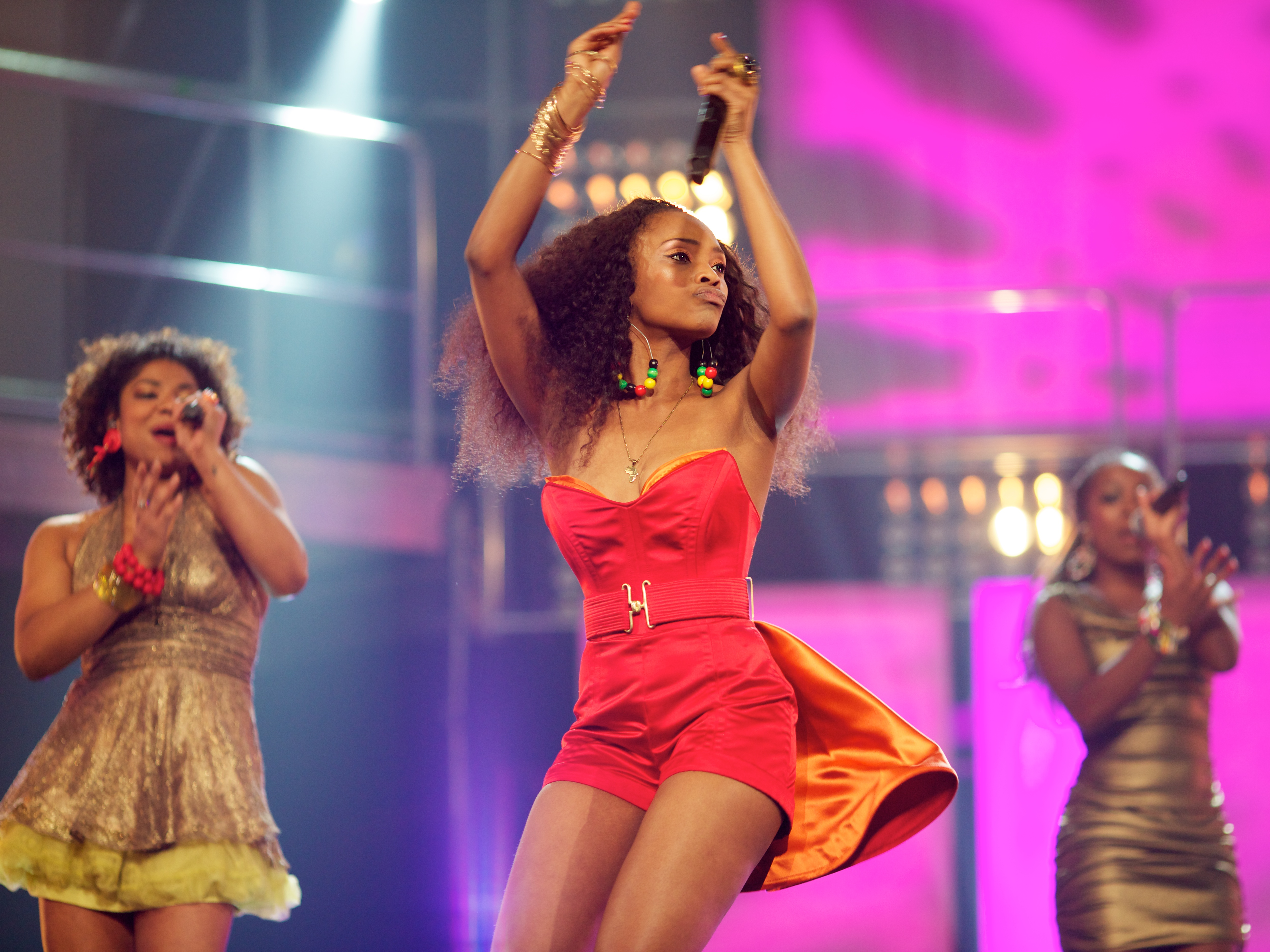
Stella Mwangi a Düsseldorf (2011)
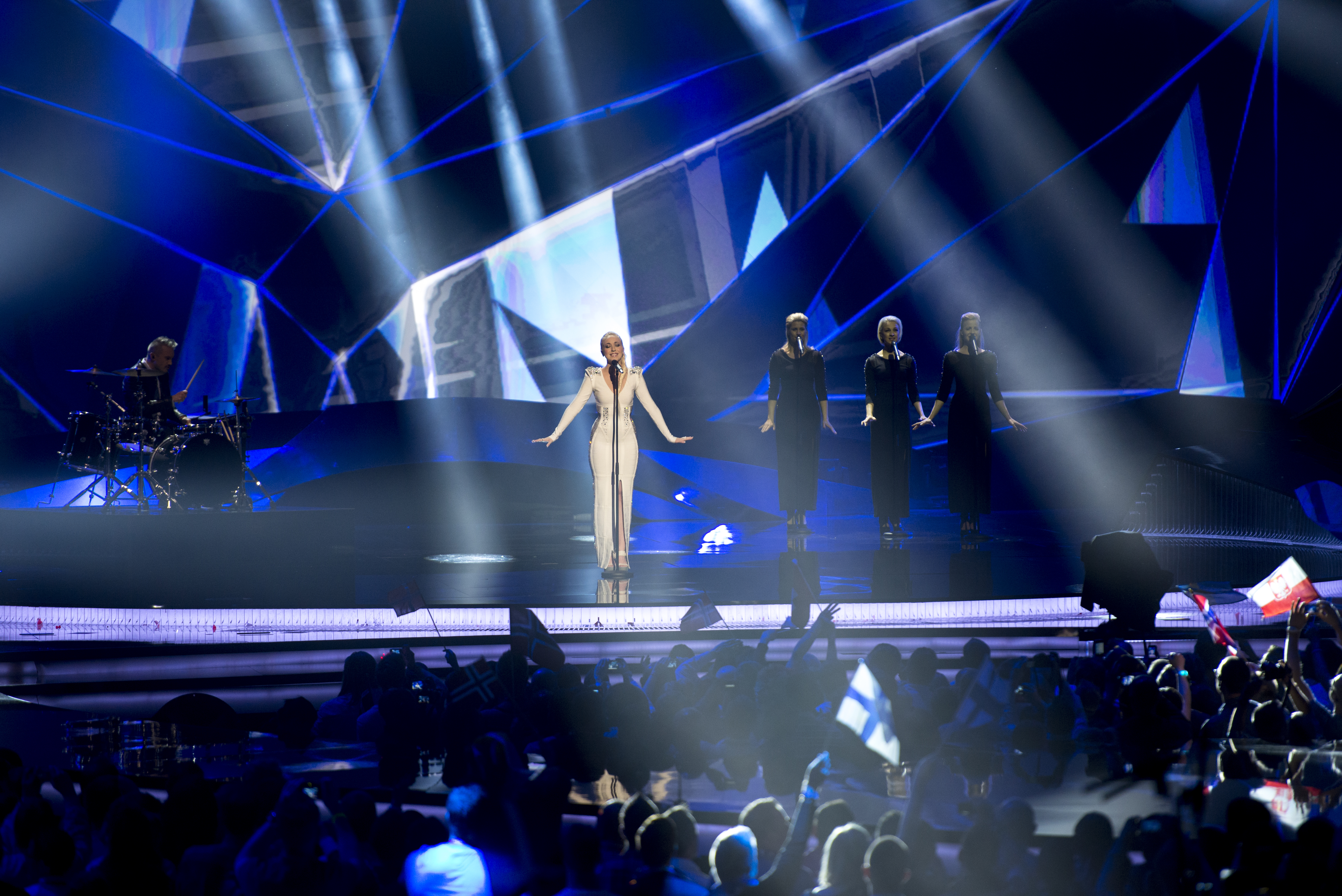
Margaret Berger a Malmö (2013)
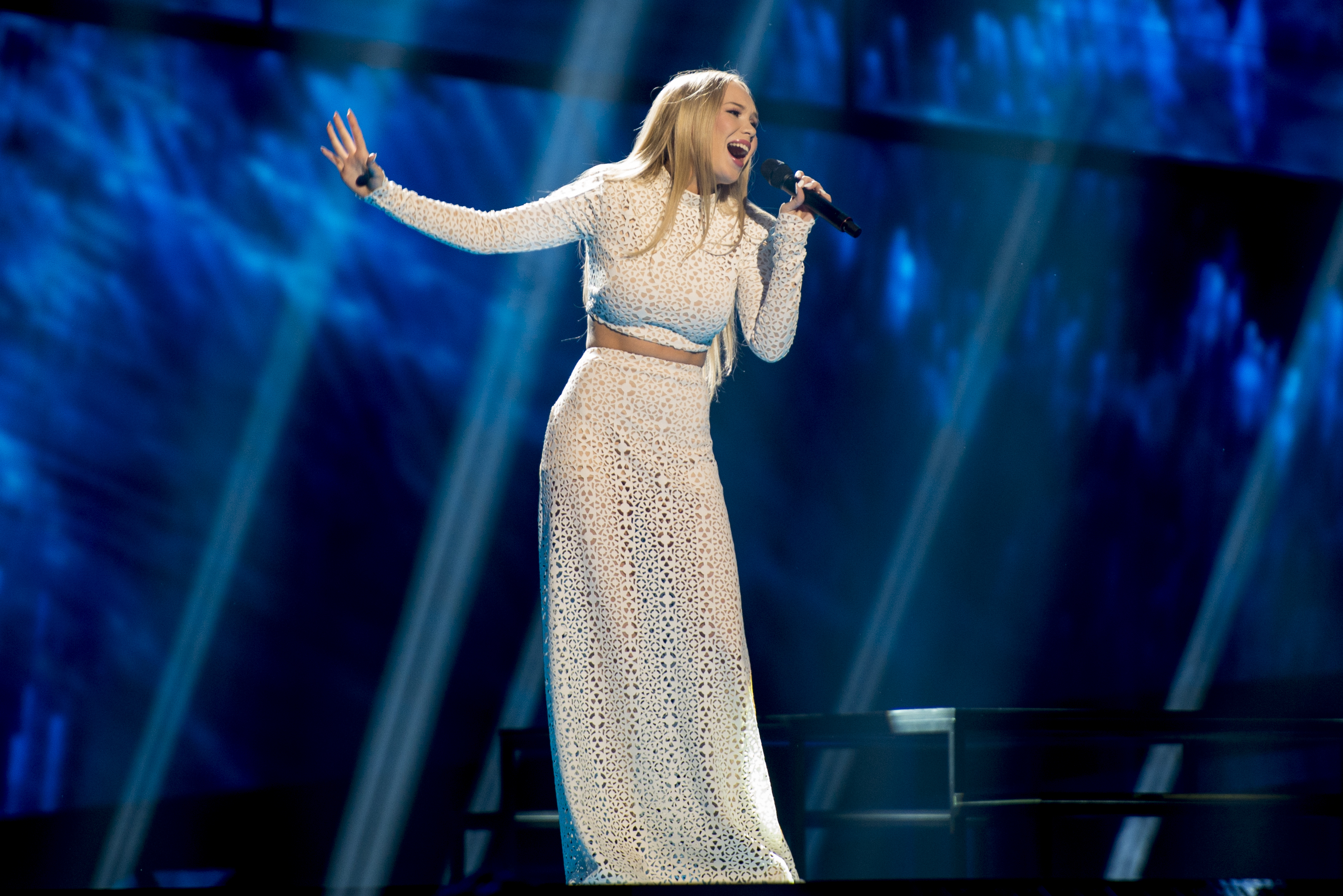
Agnete a Estocolm (2016)
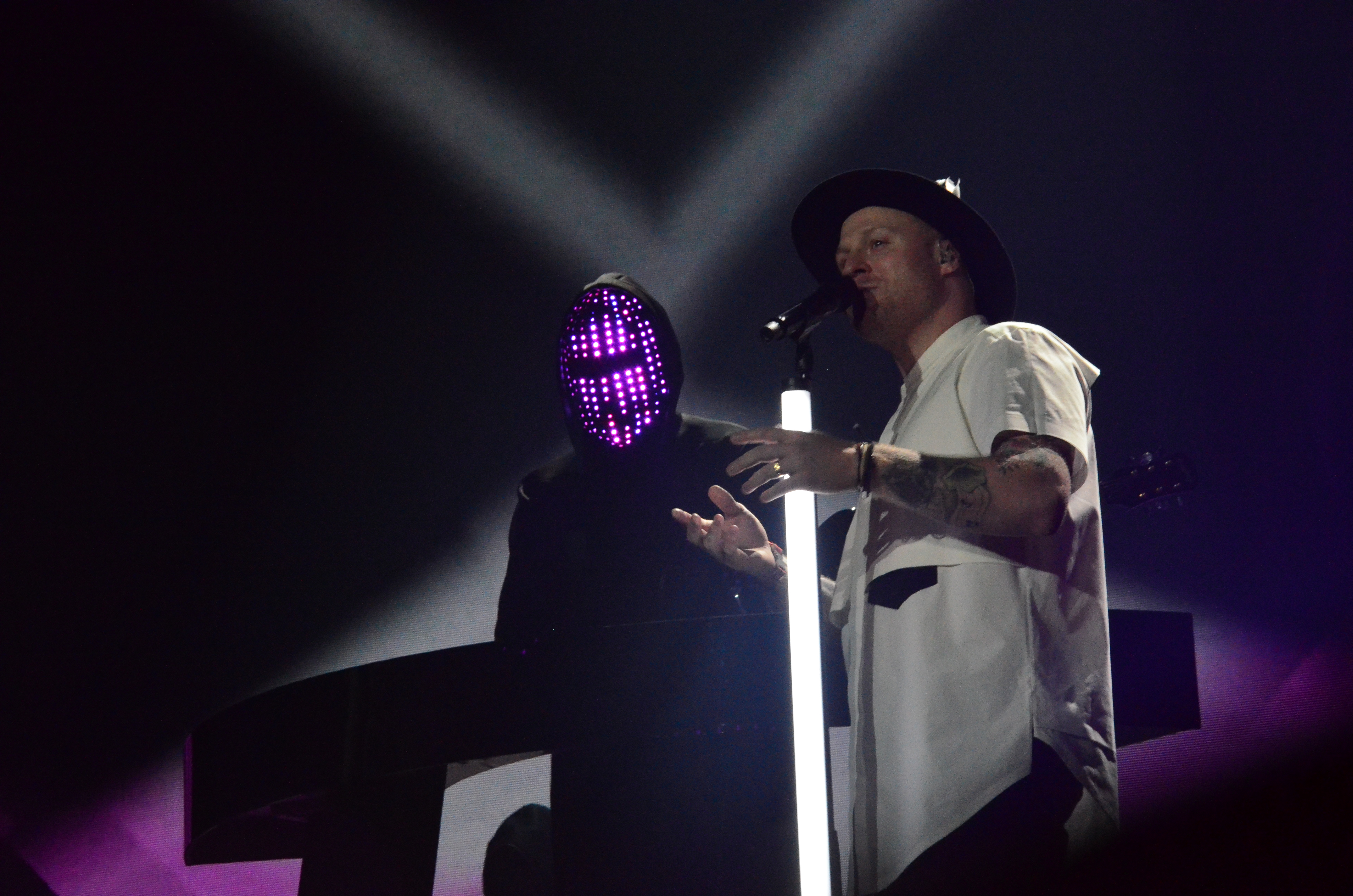
JOWST i Aleksander Walmann a Kíev (2017)
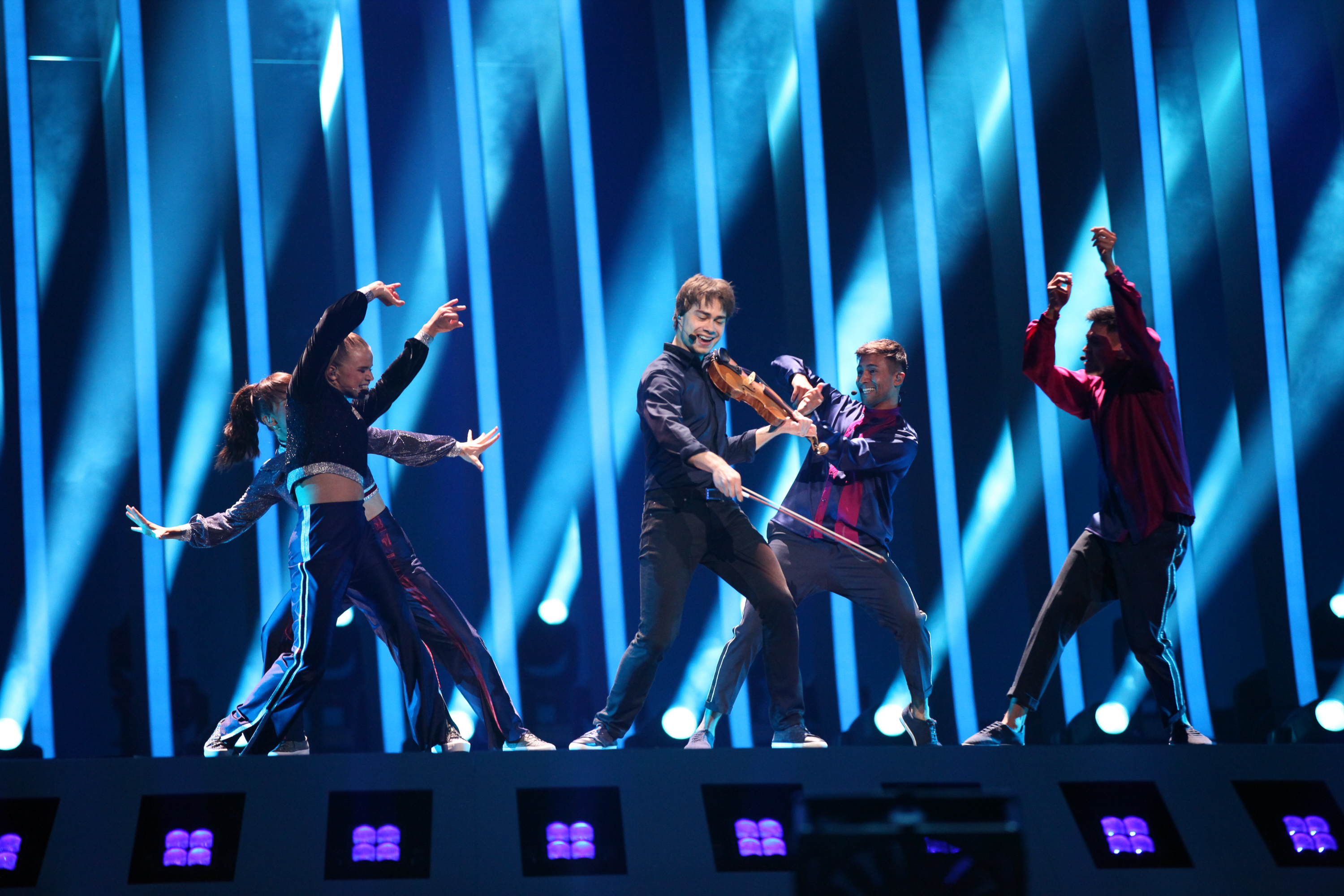
Alexander Rybak a Lisboa (2018)
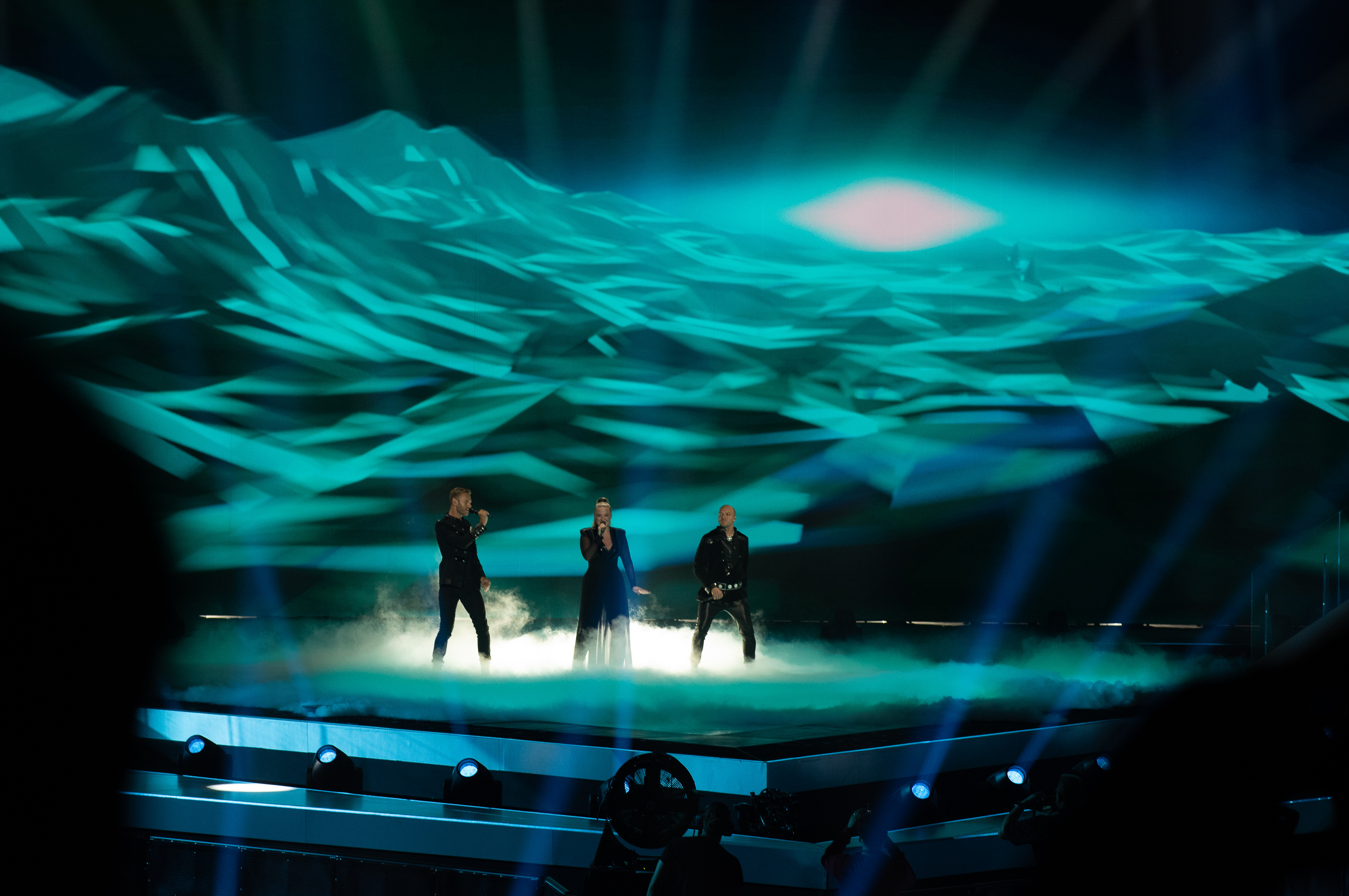
KEiiNO a Tel-Aviv (2019)